# De civitate Dei

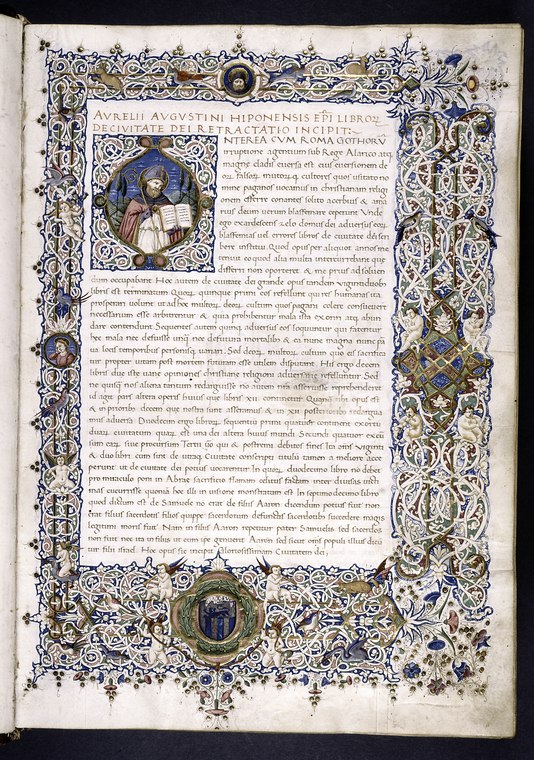
De civitate Dei, 1470

De civitate Dei (deutsch Von der Bürgerschaft Gottes) ist eine in der Zeit von 413 bis 426 verfasste Schrift des Augustinus von Hippo. In 22 Büchern entwickelte Augustinus die Idee vom Gottesstaat (civitas dei/caelestis), der zum irdischen Staat (civitas terrena) in einem bleibenden Gegensatz stehe. Das Werk versteht sich als Gegenstück zu Platons „Politeia“ (entstanden im 4. Jahrhundert v. Chr.) (altgriechisch Πολιτεία ‚Der Staat‘) und interpretiert so die politische Geschichte als christliche Heilsgeschichte.

## Hintergrund
Mit der Mailänder Vereinbarung 313 n. Chr. durch Kaiser Konstantin begann die zunehmende Christianisierung im spätantiken Römischen Reich, eine Umwälzung, die in mehreren Phasen verlief und stellenweise den Charakter eines gewalttätigen Kulturkampfes zeigte und in die Verfolgung Andersgläubiger, also polytheistischer („heidnischer“, also „nicht-christlicher“) Bevölkerungsgruppen mündete. Augustinus verschriftlichte und akzentuierte die Problematik für die Trennung und Neukonfiguration der Beziehung von römischer Politik und dem vorherrschenden religiösen System im lateinischen Westen. Augustinus, der nach der konstantinischen Wende geboren wurde, erlebte die heraufziehende römische Reichskirche mit ihrem Versuch der Integration des Christentums in die römische Zivilgesellschaft und gleichzeitig die Herausforderung Roms durch das beginnende Pessimum der Spätantike, die Völkerwanderung etc. mit ihrer Unterminierung des Reichsgedankens. Im Jahre 391 untersagte Kaiser Theodosius I. heidnische Kulte und bereits im Jahre 380 wurde das nicänische Christentum zur römischen Zivilreligion erklärt.
Im Jahr 410 hatten die Westgoten Rom erobert und geplündert (siehe Plünderung Roms). Dieses Ereignis stellte die zu jener Zeit von manchen Christen vertretene Gleichsetzung des christianisierten Römerreichs mit der von Jesus verkündeten Gottesherrschaft in Frage und gab heidnischen Ansichten Auftrieb, wie sie 30 Jahre zuvor Quintus Aurelius Symmachus im Streit um den Victoriaaltar formuliert hatte.

## Inhalt
Das Werk „De civitate Dei contra Paganos“ wurde in zwei Teile gegliedert, die ersten zehn Bücher, die jeweils einem Kapitel entsprechen, und der zweite Teil mit zwölf Büchern. Dabei vermittelt das Werk einerseits Kenntnisse über die antike Literatur, setzt andererseits aber genau die Kenntnisse über die Werke antiker Autoren und philosophischen Implikationen zum Verständnis voraus.
Der irdische Staat (civitas terrena) erscheint in der augustinischen Darstellung teils als gottgewollte zeitliche Ordnungsmacht, teils als ein von widergöttlichen Kräften beherrschtes Reich des Bösen. Der Gottesstaat (civitas dei/caelestis) manifestiert sich dagegen in den einzelnen nach den religiösen Geboten lebenden Christen selbst. Von dieser dialektischen Grundidee her entwirft Augustinus eine umfassende Welt- und Heilsgeschichte. Dieser Entwurf war das ganze Mittelalter über bis hin zu Martin Luther äußerst einflussreich.
Augustinus geht auch auf die Philosophie der Antike ein. Er schreibt unter anderem über den Kontrast zwischen Stoa, Epikureismus und der Seelenwanderungslehre Platons. Ferner sagt er, dass die Philosophen trotz ihres Streits für die Wahrheit nicht den Weg zum Glück fanden.
Indem Augustinus zudem betont, dass die Kirche und der christliche Glaube unabhängig vom Bestehen des Römischen Reiches seien, ist sein Denken nicht mehr von den Vorstellungen der Antike abhängig. Augustinus gilt daher als einer der ersten Denker der Nachantike, der dem Christentum den Weg in die neue Zeit des Mittelalters bahnte.

## Ausgaben
- Augustinus, Die Gottesbürgerschaft (De Civitate Dei). Herausgegeben und eingeleitet von Hans Urs von Balthasar. Fischer Bücherei, Frankfurt am Main / Hamburg 1961 (Auswahlausgabe in der Übersetzung von Wilhelm Thimme; die ausgewählten Ausschnitte sind zu neuen thematischen Blöcken zusammengestellt).
- Augustinus: De civitate Dei. The city of god. Hrsg. von Patrick G. Walsh, 6 Bände, Oxford 2005–2014.
- Augustinus: Vom Gottesstaat. Vollständige Ausgabe in einem Band. Buch 1 bis 10, Buch 11 bis 22. dtv, München 2007, ISBN 978-3-423-34393-0.